# Indicator exilis
El indicador chico (Indicator exilis) es una especie de ave piciforme de la familia Indicatoridae que vive en África.

## Distribución
Se encuentra principalmente en África Occidental y Central, distribuido por: Angola, Camerún, Costa de Marfil, Guinea, Guinea-Bisáu, Guinea Ecuatorial, Gabón, Ghana, suroeste de Kenia, Liberia, Nigeria, República Centroafricana, República del Congo, República Democrática del Congo, Ruanda, Sierra Leona, Sudán del Sur, Tanzania, Togo, Uganda y Zambia.